# Pristimantis schultei
Espèce
Synonymes
- Eleutherodactylus schultei Duellman, 1990

Statut de conservation UICN

 VU B1ab(iii) : Vulnérable
Pristimantis schultei est une espèce d'amphibiens de la famille des Craugastoridae.

## Répartition
Cette espèce se rencontre entre 1 900 et 2 850 m d'altitude dans la cordillère Centrale :
- au Pérou dans la région d'Amazonas ;
- en Équateur dans les  provinces de Zamora-Chinchipe et de Cañar.

## Description
Les mâles mesurent de 23,5 à 26,6 mm et les femelles de 28,4 à 34,0 mm.

## Étymologie
Cette espèce est nommée en l'honneur de Rainer Schulte.

## Publication originale
- Duellman, 1990 : A new species of Eleutherodactylus from the Andes of northern Peru (Anura: Leptodactylidae). Journal of Herpetology, vol. 24, no 4, p. 348-350.